# 海岛冬青
海岛冬青（学名：Ilex goshiensis）是冬青科冬青属的植物。分布于琉球、日本、台湾岛以及中国大陆的海南等地，生长于海拔750米至1,500米的地区，多生在密林中，目前已由人工引种栽培。

## 别名
圆叶冬青（台湾植物志）